# Пантоцид
Пантоцид, Галазон (Halazone, Рantosept), N-Дихлор-пара-карбоксибензолсульфамид — дезинфицирующее средство, антисептик. Используется для дезинфекции воды в полевых условиях.
Входит в состав Войсковой аптечки.
Форма выпуска: таблетки. Содержат 8,2 мг пантоцида, 3,6 г безводного натрия карбоната и 0,1 г натрия хлорида. Каждая таблетка содержит 3 мг активного хлора.
Применяют для
- обеззараживания воды (1 таблетка на 0,5—0,75 л воды, 2 — в случае сильного заражения; время воздействия — 15 минут);
- дезинфекции рук (1—1,5 % растворы);
- спринцеваний и обработки ран (0,1—0,5 % растворы).